# Pas de l'Ase (Benifallet)
El pas de l'Ase és un pas dels municipis de Benifallet (Baix Ebre) i Rasquera (Ribera d'Ebre), situat a 644,7 msnm.